# Caisse primaire d'assurance maladie
Vous pouvez aider à l'améliorer ou bien discuter des problèmes sur sa page de discussion.
- Il n’est pas rédigé dans un style encyclopédique. (Marqué depuis janvier 2018)
- Il est à actualiser. Certains passages sont obsolètes ou annoncent des événements désormais passés. (Marqué depuis janvier 2014)

Une caisse primaire d'assurance maladie (CPAM) est un organisme, lié à la santé et exerçant une mission de service public en France. Elle assure les relations de proximité avec les ayants droit  de la Caisse nationale d'assurance maladie (CNAM). Dans les départements et régions d'outre-mer (DROM), la CPAM est gérée par la caisse générale de sécurité sociale (CGSS).

## Histoire

### De 1945 à nos jours
Les ordonnances des 4 et 19 octobre 1945 promulguées par le gouvernement du Général de Gaulle créent une organisation de la Sécurité sociale. Ces ordonnances fusionnent toutes les anciennes assurances (maladie, retraite, etc.) et constituent une rupture avec une ancienne forme de prise en compte du social qui datait de l'avant-guerre. Elles prévoient le principe d'une « gestion des institutions de Sécurité sociale par les intéressés ».
Avec l'allongement de l'espérance de vie, le développement des progrès médicaux et l'amélioration des retraites, la Sécurité sociale se trouve bientôt en butte à des difficultés financières. Pour y faire face, une ordonnance de 1967 instaure une séparation en branches autonomes : maladie, famille et vieillesse. Chaque branche est alors responsable de ses ressources et de ses dépenses.
La réforme de 1996 implique une nouvelle chaîne de responsabilités entre les acteurs du système de protection sociale : gouvernement, Parlement, gestionnaires des systèmes de Sécurité sociale, professions de santé et assurés sociaux.
La réforme adoptée en 2004 par le Parlement vise à sauvegarder le régime d'assurance maladie tout en préservant et en consolidant ses principes fondamentaux : l'égalité d'accès aux soins, la qualité des soins et la solidarité.
Depuis le 20 janvier 2020, à la suite de l'intégration des travailleurs indépendants au régime général, la gestion de l'assurance maladie obligatoire, précédemment assurée par La Ram, est gérée par la CPAM du lieu de résidence ou la CGSS pour les DROM.

## Missions actuelles
Les missions d'une CPAM sont les suivantes :
- affilier les assurés sociaux et gérer leurs droits à l'Assurance maladie ;
- traiter les feuilles de soins et assurer le service des prestations d'assurance maladie et d'accidents du travail / maladies professionnelles (remboursement des soins, paiement des indemnités journalières, avance des frais médicaux aux bénéficiaires de la protection universelle maladie [PUMA], etc.) ;
- appliquer chaque année, en relation avec les professionnels de santé, un plan d'action en matière de gestion du risque ;
- développer une politique de prévention et de promotion de la santé (dépistage des cancers, des déficiences, etc.) ;
- assurer une politique d'action sanitaire et sociale par des aides individuelles aux assurés et des aides collectives au profit d'associations.

## Organisation

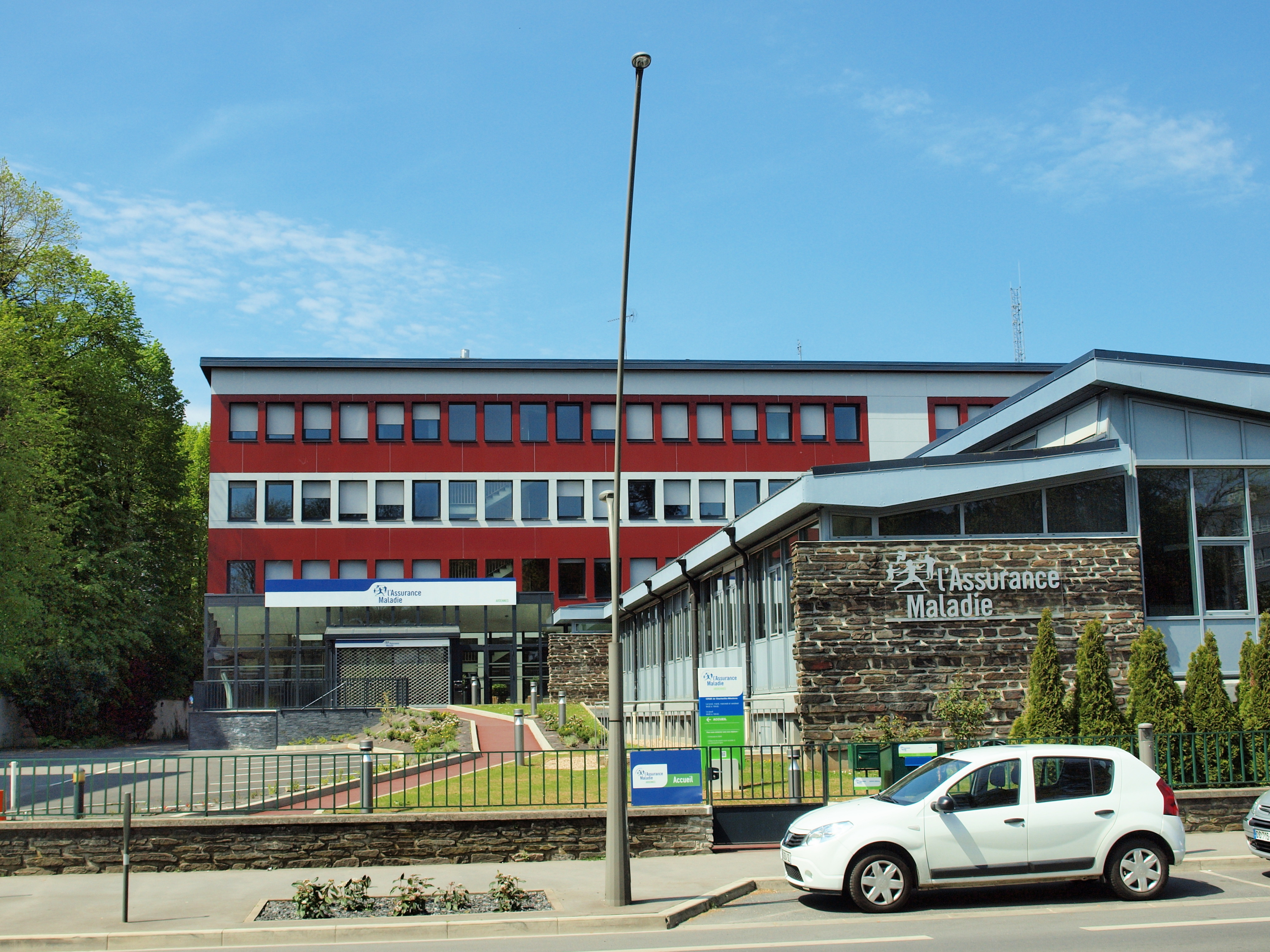
CPAM à Charleville-Mézières.

Chaque département de la France métropolitaine possède une CPAM, certains départements en possèdent plusieurs. C'est, par exemple, le cas dans les départements suivants :
- Nord qui en compte quatre : Lille-Douai, Roubaix-Tourcoing, Flandres et Hainaut.
- Pas-de-Calais qui en compte deux : Artois et Côte d'Opale.
- Pyrénées-Atlantiques qui en compte deux : Pau-Pyrénées et Bayonne.

Les CPAM sont au nombre de 102. Ses agents ne sont pas des fonctionnaires. Ils sont des salariés de droit privé employé par des organismes de droit privés. Ils relèvent de plusieurs conventions collectives notamment la Convention collective nationale de travail du personnel des organismes de Sécurité sociale.
Les caisses primaires d'assurance maladie (CPAM) sont enregistrées au conseil supérieur de la mutualité. Ceci confirme leur statut d'organismes de droit privé.

## Système d'information des caisses
C'est en 1979, que la carte d'assuré social (CAS), un document national informatisé violet, a remplacé la carte initiale d’immatriculation dont le modèle avait été fixé par décret en 1946. Cette carte marque le début de l'informatisation des régimes d'assurance maladie avec le Système National.

### LASER
Il est remplacé progressivement par  le système LASER (Liquidation Assistée Sur Équipements Répartis) basé sur la saisie manuelle des données sur écran/clavier et le traitement sur unité centrale. La CNIL donne son accord le 26 juillet 1984 . Par ailleurs, la CNIL donnera un accord le 21 juin 1988 pour la mise à disposition des CPAM d'un système complémentaire nommé LASER CONVERGENCE.
C'est fin 1986 que les CPAM de Marseille et de Toulouse expérimentent les premiers échanges par transcription magnétique et la télétransmission avec des tiers (pharmacies, cliniques).
En juin 1996, se termine la montée en charge du système LASER, le système informatique de production des caisses, installé dans les unités de gestion réparties dans les services centraux et les centres de paiement.

### RAMAGE
La transmission non sécurisée des flux de facturation se faisait via le réseau RAMAGE (Réseau de l’Assurance Maladie du régime Genéral) et sans carte à puce était constitué :
- d'une partie privative avec des lignes spécialisées entre les CPAM et leur CETELIC (Centre de Traitement ÉLectronique InterCaisse) de rattachement ;
- et une partie publique (Transpac) pour les connexions entre les 8 centres inter-régionaux CETELIC et entre les CETELIC et le serveur national installé au CREDI Paris II.

Ce réseau X.25 utilisait un protocole de transmission synchrone point à point Xmodem/Cnamts. Ce protocole de transfert des fichiers ne supportait qu'un échange par unités de 128 caractères regroupés en blocs de 8 128 caractères maximum. Le débit de 2 400 bit/s entrainait souvent une saturation aux heures de pointe. Les flux transmis concernaient surtout les pharmaciens, les infirmières libérales et les kinésithérapeutes.
À la suite de la généralisation d'une norme nationale et inter-régimes (IRIS (Interface Réseau Information Services)/B2), cette dématérialisation des factures se développe au début des années 1990 avec la certification de progiciels de facturation.
Les retours NOEMIE (Norme Ouverte Entre la Maladie et les Intervenants Extérieurs) permettent  aux professionnels de santé de récupérer les éventuels rejets de factures pour correction. Mais les professionnels devaient saisir manuellement et de manière exhaustive les informations à partir des attestations papier des assurés mais il fallait, en plus des flux numériques, adresser des duplicatas papiers par courrier postal aux différentes caisses. Le gros avantage était, pour les professions faisant des tiers payants, un règlement nettement plus rapide en 5 jours contre 2 mois pour les factures papiers.
En décembre 1997, selon la Direction des Systèmes Informatiques de la CNAM, 65,5 % des 23 000 officines de pharmacie, 59 % des 44 000 infirmières, 44,5 % des 34 500 kinésithérapeutes, 37 % des 4 000 laboratoires de biologies transmettaient en IRIS B2 certaines factures en tiers payant.

### Progrès
Depuis 2000[Quand ?],  les données de facturation des soins sont intégrées dans les systèmes d’informations de l’assurance maladie selon deux modes :

#### Une « saisie à la source»
C'est-à-dire directement par les professionnels de santé via la génération des Feuilles de Soins Électroniques (FSE) ;

#### Une saisie des feuilles de soins papier
Réalisée manuellement par les agents avec le système informatique Progrès-PN (Prestations en Nature), successeur de LASER, ou par numérisation par scanners des feuilles de soins avec le système Synergie.
Progrès est l'application de saisie et de consultation des prestations de l’assurance maladie. Ce système gère les Prestations en Nature, mais aussi les référentiels assurés/bénéficiaires ainsi que le remboursement des indemnités journalières :
- progrès-PN sert pour la saisie des prestations en nature ;
- progrès-PE/MAJ est utilisé pour la liquidation des prestations en espèces (PE) et la mise à jour (MAJ) des données des assurés dans la Base de Données Opérante (BDO).

En juin 2000, le système central de traitements des données (Systèmes Progrès et IRIS) fonctionnant dans les CTI de l'assurance maladie est modifié par la mise en place de :
- IMAGE (InforMatisation de l'Archivage par la Gestion Électronique) : archivage et consultation des données de productions en provenance des flux électroniques ou des feuilles papiers saisies par les applications de productions puis numérisées ;
- Ésope (Édition des Décomptes) : permet le transfert des données des décomptes en vue d'un regroupement pour édition dans un centre de traitement différent de celui où les décomptes ont été produits.

### BDO (Base de Données Opérantes)
Au niveau des caisses régionales, le référentiel des assurés s'appelle BDO Famille. Cette base de données, hébergée dans le CSM local, regroupe différents fichiers contenant les informations concernant tous les individus d'une région relevant du Régime Général. Cette BDO est sollicitée en permanence pour contrôler les données et permettre le traitement de la saisie des factures.
La BDO Assurés ou Famille est le fichier des assurés.
Elle est alimentée en permanence par la saisie, faite par les techniciens des caisses sur le système Progrès, des actualisations concernant les assurés. Si nouvelle affiliation, une requête est faite vers la Direction du Système Informatique National des Données Sociales. La DSINDS de la CNAV basée à Tours gère, entre autres, les Référentiels Nationaux (RNIAM] qui permettent la certification du NIR d'un nouvel affilié.
Ces BDO régionales alimentent le Fichier index des assurés. Cette base nationale est gérée par le Centre d’Exploitation National (CEN) de Valenciennes. Il sert surtout aux échanges d'informations avec les partenaires extérieurs comme la CNAV et la CNAM. Des mises à jour réciproques se font entre le RIAM et ce fichier.

### IRIS
Le traitement des flux de données est assuré par le système IRIS. Les bases IRIS sont les supports des tarifications assurant les ordonnancements (ordre de payer) et les contrôles. Des vérifications automatiques sont faites par rapport aux référentiels sur les bénéficiaires avec vérifications des identités et des droits, sur les nomenclatures des actes et prestations, mais aussi sur les professionnels de santé (droit d’exercer, secteur d'activité).
Après ces vérifications il y a :
- soit rejet qui entraîne la correction des données erronées par les services administratifs ou un retour (Retour Noemie) vers les professionnels de santé. Cette opération est appelée recyclage. La raison du rejet est indiquée sur le retour NOEMIE (Norme Ouverte d’Échanges entre la Maladie et les Intervenants Extérieurs) dans un message traitement caisse. Par exemple ETM non trouvée au fichier assuré, ce qui veut dire que la facture comportait une exonération du ticket modérateur (ETM), mais que cette exonération n'est pas présente sur le fichier assuré de la BDO ;
- soit acceptation qui entraîne un ordonnancement par le directeur de la caisse et un contrôle par l’agent comptable.

Finalement il y a :
- règlement de l’assuré ou en cas de tiers payant du professionnel de santé ;
- restitution, c'est-à-dire émission de décomptes auprès des assurés ou des professionnels de santé ;
- IRIS alimente les bases d'historiques ou archives des centres de production :
  - bases MIAM (Machines Informationnelles de l’Assurance Maladie),
  - et dorénavant les bases ERASME régionales qui ont succédé à SIAM (Système Informationnel de l'Assurance Maladie).

### ERASME
ERASME (Extraction, recherche, analyse, suivi médico-économique) est enrichie d’informations sur la gestion des organismes (délais, organisation, qualité). Les données sont conservées pendant 24 mois plus le mois en cours. L'alimentation se fait uniquement par extraction d’autres applications :
- consommations de soins à partir d'une alimentation quotidienne par IRIS ;
- pour les assurés par extraction hebdomadaire de la BDO Famille ;
- extraction mensuelle du fichier ETANAT (ETAblissements NATionaux) des établissements de santé ;
- extraction chaque mois du FINPS (FIchier National des Professionnels de Santé) ;
- extraction chaque mois des codifications ;
- extraction chaque mois des données d' Hippocrate production, l'application indépendante alimentée chaque jour par les médecins conseils du service médical.

Selon leurs niveaux d'habilitations, du personnel des CPAM, URCAM, ELSM (Échelon Local du Service Médical de l'assurance maladie), DRSM (Direction Régionale du Service Médical de l'assurance maladie) ont accès à certaines informations de cette base.

### CSM
Cinq Centres de Services Métiers (auparavant Centres de Traitements Informatiques, CTI) assurent le support technique des CPAM, la gestion des informations, la transmission des données aux organismes complémentaires ainsi que la remontée quotidienne d’informations vers le SNIIRAM selon une « Norme d’Échanges Commune » (NEC) à l'ensemble des régimes.

### DDSI
La Direction déléguée des systèmes d'information est dirigée par Bintoi Boïté depuis le 16 mai 2023.
L'effectif est de 1 500 personnes. Elle comprend 80 000 postes sous Windows et 90 serveurs Unix. La plate-forme applicative est sous Java et la base de données sous Oracle. La migration des serveurs IBM MVS et Bull Gecos vers des plates-formes Unix s'est terminée début 2007.

### SNIIR-AM
Le SNIIR-AM (système national d'information inter régimes de l'assurance maladie), alimenté par ERASME pour le régime général, mis en place progressivement depuis 2004, est la base de données nationale à vocation médico-tarifaire contenant des informations sur :
- la consommation de soins remboursés avec le PMSI et codage structurée et standardisée sur les prescripteurs, les exécutants, les actes et les médicaments ;
- avant adressage au SNIIR-AM des données, il y a application de l'algorithme réversible FOIN 1 au NIR de l'assuré, à la date de naissance et sexe du bénéficiaire[17].

### Fichiers concernant la fraude
Certaines CPAM ont pu demander à la CNIL des autorisations pour la mise en place de « traitement automatisé de données à caractère personnel ayant pour finalité le suivi des cas de suspicion de fraudes ainsi que les fraudes détectées », par exemple celle de Montbéliard en 2007.

### Retours NOEMIE
Le retour NOEMIE (Norme Ouverte d’Échange entre la Maladie et les Intervenants Extérieurs) est un fichier qui contient l’ensemble des informations sur le traitement des feuilles de soins électroniques en tiers payant, c'est-à-dire les rejets et paiements. NOEMIE est la norme informatique des flux électroniques renvoyée par l'Assurance Maladie à la suite de l'exploitation et du traitement des lots de FSE télétransmis. Les informations contenues dans ces retours comprennent les feuilles de soins électroniques et papiers en tiers payant payées par l'Assurance Maladie mais aussi des paiements particuliers comme les aides à la télétransmission ou le paiement forfaitaire médecin traitant des patients en ALD.
On distingue :
- les ARL : L'Accusé de Réception Logique (ARL) confirme la bonne réception du lot de FSE par la caisse destinataire. Il est émis par la caisse après vérification de l'intégrité du lot. Attention il n'y a des ARL que pour les FSE en mode sécurisée. En cas d'ARL positif, la responsabilité du professionnel de santé est dégagée. Si l'ARL est négatif, le professionnel de santé devra le renvoyer après éventuelle correction ou faire une impression papier des factures et les adresser à chacune des caisses ;
- les RSP pour Rejet Signalement Paiement : Ils avertissent qu'un virement bancaire est adressé au professionnel de santé par le régime concerné en cas de tiers payant. Il peut y avoir aussi Rejet, c'est-à-dire refus de règlement d'une FSE en tiers payant. La raison du rejet est indiquée sur le retour NOEMIE dans un message traitement caisse. Par exemple :
  - ETM non trouvée au fichier assuré (code : 0 450 004), ce qui veut dire que la facture comportait une exonération du ticket modérateur (ETM), mais que cette exonération n'est pas présente sur le fichier assuré de la BDO,
  - AT inconnu à la BDO (Code : 0 315 062) :
    - Soit la matérialité de l'accident de travail n'est pas établie car l'accident ou la maladie professionnelle n'est pas encore enregistré dans les fichiers. La CPAM recycle la facture,
    - Soit le N° AT est erroné (Erreur sur la date de saisie de l’accident de travail). La CPAM retourne la facture au professionnel de santé qui doit la corriger avant de la télétransmettre à nouveau,

  - Assuré absent dans la BDO (Code: 250 050) : Ce message indique que l'assuré n'est pas ressortissant de l'organisme qui a reçu la FSE. La facture est retournée au professionnel de santé,
  - Bénéficiaire absent dans la BDO (Code: 250 051) : Cela indique que la date de naissance du bénéficiaire est erronée, ou qu'il possède son propre numéro ou qu'il est ayant droit d’un autre assuré. La facture est retournée.